# مودنا (ویسکانسین)
مودنا (به انگلیسی: Modena) یک منطقهٔ مسکونی در ایالات متحده آمریکا است که در شهرستان بوفالو، ویسکانسین واقع شده‌است. مودنا ۹۳٫۴ کیلومتر مربع مساحت و ۳۵۴ نفر جمعیت دارد و ۲۵۲ متر بالاتر از سطح دریا واقع شده‌است.